# Togny-aux-Bœufs

Togny-aux-Bœufs este o comună în departamentul Marne, Franța. În 2009 avea o populație de 138 de locuitori.